# هفوف
 هفوف ، (به عربی: ٱلْهُفُوف)، شهری در ناحیهٔ شهر احساء از توابع استان احساء در منطقه شرقی عربستان سعودی و در نزدیکی صحرای نفوذ، در ناحیهٔ مغرب، در جنوب غربی شهر ریاض و در شمال شرقی شهر ظهران واقع شده‌است.
جمعیت آن ترکیبی از سنی و شیعه است
«الهفوف» یکی از شهرهای قدیمی است، در دوران قدیم مدتی مرکز حکم قرمطیان بوده‌است. در این شهر قلعه بزرگی که به قلعه ابراهیم مشهور است وجود دارد، این قلعه از موقعیت خوب راهبردی برخوردار است.
شهر هفوف به تعداد زیاد چاه‌های نفت و همچنین باغ‌های نخل خرما  مشهور است. در باغ‌های این شهر بهترین انواع گل کاشت و تهیه می‌شود.
هفوف به داشتن یکی از بزرگترین مناطق تولید خرما در جهان، و همچنین به خاطر بازارهای قدیمی و کاخ‌هایش و باغ‌های لیموترش، انگور معروف است. شهر هفوف ۱۵۰ هزار نفر جمعیت دارد و بخشی از منطقه واحه‌ای پرجمعیت از چندین شهر و دهکده است که جمعا حدود ۶۰۰ هزار نفر جمعیت دارند.
هفوف در داخله کشور، در جنوب غربی بقیق و کلانشهر ظهران-دمام-خبر در جاده به سمت جنوب به حرض واقع شده‌است. هفوف نزدیکترین شهر به میدان نفتی معروف غوار، یکی از بزرگترین میدان‌های متعارف (واقع در خشکی) در جهان است. هفوف از مهمترین مراکز فرهنگی عربستان است. بسیاری از خانواده‌های شناخته شده در آنجا زندگی می‌کنند. دانشکده‌های کشاورزی، دامپزشکی و منابع حیوانی دانشگاه ملک فیصل در این شهر واقع شده‌است (بقیه در دمام هستند). پردیس هفوف همچنین دارای امکاناتی است که زنان سعودی می‌توانند در رشته‌های پزشکی، دندانپزشکی و اقتصاد خانگی تحصیل کنند. در افسانه‌ها، هفوف را به عنوان محل خاکسپاری لیلی و مجنون دانسته‌اند.
در داستان‌ها همچنین آمده که ملکه سبا نیز از پادشاهی خود در یمن به این شهر سفر کرده‌است. کاوشگر آلمانی، هرمان بورشارت، در سال ۱۹۰۴ از این شهر عکاسی کرد.